# Ana Lorente
Ana Lorente Hernández (Albacete, 30 de septiembre de 1950) es una periodista gastronómica y empresaria española.

## Biografía
Ana Lorente pasó su infancia y juventud entre España y Venezuela. Estudió Periodismo en la Facultad de Ciencias de la Información de la Universidad Complutense de Madrid y Sociología en la Escuela Crítica de San Bernardo. Fue fundadora y crítica gastronómica de la Guía del Ocio desde 1975 hasta 1993. En 1979 publicó la guía gastronómica Comer en Madrid, con prólogo de Lorenzo Díaz y epílogo por Xavier Domingo. Sobre esta guía, el escritor Manuel Vázquez Montalbán dijo que era una obra «referencial», por ser «inventario de una brillante cocina madrileña de restaurantes medios, en conexión con la filosofía de la vida de la llamada movida madrileña.» A partir de 1982 colaboró también como crítica gastronómica con Diario 16 y otras publicaciones como Sobremesa, Bouquet, Sibaritas, Vino y Gastronomía. En 1985 fue la invitada del programa Con las manos en la masa de Elena Santonja quien la presentó como «una de las comentaristas más leídas» debido a la tirada entonces del medio para el que trabajaba. En este programa en el que cocinó «Codornices en calabaza» y «Ensalada de espinacas con higaditos» admitió que la gastronomía para ella fue una vocación tardía, porque se resistía a entrar en la cocina por ser cosa destinada únicamente a las mujeres.
En 1989 participó en la escritura de guiones y presentación del programa «Para comerte mejor» producido por Telemadrid y dirigido por Emilio Gutiérrez Caba.
En 1998 comenzó su andadura con la editorial Opus Wine como directora de la revista de cultura gastronómica Archigula. Revista cultural de gastronomía, vinos y puros a través de la que ofreció una nueva visión de la gastronomía. Según la tesis doctoral de Nuria Blanco fue «una apuesta fue valiente y breve, a buen seguro poco rentable, aunque incomparablemente cultural», ya que se centró en abordar la gastronomía desde la literatura. La revista se cerró en 2000, momento en el que la periodista pasó a formar parte de la redacción de las revistas Mi Café y Mi Vino, en la que permaneció hasta su jubilación como subdirectora en 2019.
Escribió junto a Juan José Lapitz el libro 2000 refranes para comer, que recibió el reconocimiento Prix Litteraire de la Gastronomie 2009 de la Academia Internacional de Gastronomía y en 2019 colaboró con la creación del Diccionario Gastronómico.
En 2009 fundó junto con Sara Cucala y otras socias A Punto. Centro cultural del gusto donde es directora de catas y en el que se celebra desde 2015 el Festival Archigula de Literatura y Gastronomía.
Es socia fundadora de la Asociación de Mujeres Amigas del Vino (AMAVI) en la que ha ocupado los cargos de secretaria y vocal de la asociación y miembro de la Federación Internacional de Periodistas y Escritores de Vinos y Espirituosos (FIJEM).
Forma parte del jurado del Campeonato de España de Abridores de Ostras y aparece en la película documental ¿Oído? Ellas, la voz de la gastronomía como pionera del periodismo gastronómico en España.

## Libros
- Comer en Madrid. Editorial Dédalo. 1979. ISBN 8485337093
- Ha participado como autora también en:
  - 2000 refranes para comer. Editorial Lapitz Mendía. 2009. ISBN 9788461356690
  - El vino. Sentido y Sensibilidad. Editorial Multiplicidad. 1998. Depósito legal: M-31717-1998
  - Diccionario Gastronómico. Lid editorial. 2019. ISBN 9788417277840

## Premios y reconocimientos
- Embajadora Feria de Albacete 2010.[17]
- Prix Litteraire de la Gastronomie 2009 de la Academia Internacional de Gastronomía.[8]
- En 2024 recibió el galardón de Mujer Socia FEDEPE, otorgado por la  Federación Española de Mujeres Directivas, Ejecutivas, Profesionales y Empresarias.[18]